# Bálványos vára
Bálványos várának romjai Bálványosváralja falu (románul Unguraș, németül Schlosswall) melletti magaslaton találhatók, a mai Romániában Kolozs megyében.

## Története
A vár név nélküli első említése 1269-ből való. 1308-1315 között a Kán nemzetséghez tartozó Kán Lászlóé és fiaié volt. A hagyomány azt tartja, hogy ide záratta el Kán László vajda Ottó királyt 1308-ban, innen egy évi fogsága után, a koronát itthagyva szabadult ki. Egyik erdélyi kísérője Beke Benedek valószínűleg a környék egyik fő birtokosa volt, kit Károly Róbert birtokokkal ajándékozott meg. Utódai nem sokáig birták, mert  Károly Róbert, ki ellen a szászokat lázította, Tamás vajdát küldte be a rend helyreállítására, aki Csicsóvárával együtt valószínűleg ezt a várat is megostromolta és kezére kerítette 1320-ban, a vajdák birtoka lett. Valószínűleg 1321-ben jutott királyi kézre. Ezután az erdélyi vajdai tiszthez tartozott. Luxemburgi Zsigmond király 1387-1391 között Losonci László erdélyi vajdának adományozta, akinek fiáról, Jánosról visszaszállt a koronára. 1406-ban a szántai Lack testvérek kapták adományul. 1456-ban Losonci „Dezsőfi” László és Várdai Aladár kapta meg V. László királytól. Mátyás király 1484-ben a törökök elől menekülő moldvai vajdának adományozta, amit 1536-ig utódai meg is tartottak. Ekkor Szapolyai János király nevében Majláth István erdélyi vajda a Ferdinánd-párti védőktől ostrommal visszavette a várat. Martinuzzi György váradi püspök, királyi kincstartó, mint a püspökséghez tartozó birtokot 1538-ban Borberek váráért, Alvincért és 8000 forintért Majláth Istvántól kiváltotta. Ezután valószínűleg Fráter György romboltatta le  az erősséget, melynek lehordott köveiből felépült Új-Bálványos-vár, azaz Szamosújvár.

## Leírása
Ma már csak többnyire kőtörmeléket és terepalakulatokat lehet látni mintegy 16×25 m-es, nagyjából ovális alakú területen. A kelet felől könnyen megközelíthető várat egykor erről az oldalról külső sánc és kapubástya erősítette. A nyugati fal előtt egy rövidebb sánc húzódott. A sáncok nyomai ma is jól láthatók, a vár közepén pedig egy amatőr ásatás nyomán kibontott, pusztulásnak indult alapfalmaradvány figyelhető meg. 

## Külső hivatkozások
- Bálványosváralja
- Panoramio fotók